# قائمة شخصيات اخشوا الموتى السائرون
قائمة شخصيات مُسلسل؛ إخشوا الموتى السائرون (بالإنجليزية: Fear The Walking Dead) مُسلسل رعب ودراما أمريكي، من إعداد روبرت كيركمان وديف إيريكسون عُرِض على قناة AMC في 23 أغسطس، 2015. وهو مُسلسلٌ مرافق ومشتق من مُسلسل الرعب الدرامي الموتى السائرون والذي بدوره مستوحى من كتب القصص المصورة بنفس العنوان من تأليف كيركمان، توني مور وتشارلي الدراد. تكون الموسم الأول من ستة حلقات وعرض في عام 2015. وموسمه الثاني تكون من 15 حلقة، بدأ عرضه في 10 أبريل، 2016.

## الممثلين والشخصيات

### شخصيات رئيسية
| الممثل            | الشخصية         | الموسم | الموسم |
| الممثل            | الشخصية         | 1      | 2      |
| ----------------- | --------------- | ------ | ------ |
| كيم ديكينز        | ماديسون كلارك   | رئيسي  | رئيسي  |
| كليف كورتس        | ترافيس ماناوا   | رئيسي  | رئيسي  |
| فرانك ديلان       | نيك كلارك       | رئيسي  | رئيسي  |
| أليشا ديبنام كاري | أليشا كلارك     | رئيسي  | رئيسي  |
| اليزابيث رودريجيز | ليزا أورتيز     | رئيسي  | ضيف    |
| لورينزو جيمس هنري | كريستوفر ماناوا | متكرر  | رئيسي  |
| مرسيدس ماسون      | أوفيليا سالازار | متكرر  | رئيسي  |
| روبين بليدز       | دانيال سالازار  | متكرر  | رئيسي  |
| كولمان دومينغو    | فيكتور ستراند   | متكرر  | رئيسي  |
| ميشيل آنغ         | أليكس           |        | متكرر  |

- كيم ديكنز بدور ماديسون كلارك، في منتصف أو آواخر الثلاثينيات من العمر، تعمل كمستشارة توجيه في مدرسة باول أر ويليامز الثانوية، وهي حبيبة ترافيس، ووالدة أليشيا ونيك.[7][8]
- كليف كورتس بدور ترافيس ماناوا، مدرس لغة إنجليزية في مدرسة باول أر ويليامز الثانوية، وهي حبيب ماديسون، ويشارك الوصاية على إبنه كريس مع زوجته السابقة ليزا.[7][8]
- فرانك ديلان بدور نيك كلارك، ابن ماديسون ذو التسعة عشرة عاماً، مدمن على الهيروين، ومطرود من الجامعة.[7][8][9][10]
- اليشا ديبنام كيري بدور اليشا كلارك، ابنة ماديسون واخت نيك، طالبة نموذجية ومتفوقة.[7][8]
- اليزابيث رودريجيز بدور ليزا أورتيز، طالبة تمريض وزجة ترافيس السابقة ووالدة إبنهما كريس. (الموسم الأول: دور رئيسي؛ الموسم الثاني: دور متكرر)[7][8][11]
- مرسيدس ماسون بدور أوفيليا سالازار، ابنة كل من دانييل وغريسيلدا سالازار.[7][8]
- لورينزو جيمس هنري بدور كريستوفر ماناوا، ابن ترافيس وليزا المراهق الذي يعاني من تبعات طلاق والديه.[7][11]
- روبين بليدز بدور دانييل سالازار، لاجئ من السلفادور، يعمل حلاقاً وهو زوج غريسيلدا، ووالد أوفيليا، يحاول الحفاظ على عائلتهُ مهما كان الثمن.[7][12]
- كولمان دومينغو بدور فيكتور ستراند، رجل أعمال ذكي ومثقف ذو ماضٍ غامض. (الموسم الأول: دور متكرر؛ الموسم الثاني: دور رئيسي)[13]
- ميشيل آنغ بدور آليكس، إحدى الناجين من الطائرة التي صادفتها المجموعة أثناء إبحارهم إلى المكسيك في الموسم الثاني. (الموسم الثاني)[14]

### شخصيات ثانوية
| الممثل                 | الشخصية                 | الموسم | الموسم |
| الممثل                 | الشخصية                 | 1      | 2      |
| ---------------------- | ----------------------- | ------ | ------ |
| باتريشيا رييس سبيندولا | غريسيلدا سالازار        | متكرر  |        |
| سكوت لورينس            | ارتي كوستا              | متكرر  |        |
| لنكولن اي. كاستيلانوس  | توباياس                 | متكرر  |        |
| مايسترو هاريل          | مات                     | متكرر  |        |
| شون هاتوسي             | العريف اندرو ادمز       | متكرر  |        |
| جايمي مكشاين           | النقيب بيل مويرز        | متكرر  |        |
| ساندرين هولت           | الدكتورة بيثاني ايكسنير | متكرر  |        |
| بريندان ماير           | جيك بويل                |        | متكرر  |
| دوجراي سكوت            | توماس ابيغايل           |        | متكرر  |
| جيسي مكارتني           | ريد                     |        | متكرر  |

- باتريشيا رييس سبيندولا بدور غريسيلدا سالازار، والدة أوفيليا، التي هربت من السلفادور بسبب المشاكل السياسية ولجأت مع زوجها دانييل إلى الولايات المتحدة. (الموسم: الأول والثاني)[7]
- سكوت لورينس بدور ارتي كوستا، مدير مدرسة باول أر ويليامز الثانوية التي يعمل فيها ماديسون وترافيس. (الموسم الأول)[15]
- لنكولن أي. كاستيلانوس بدور توباياس، طالب ذكي، يدرس في مدرسة باول أر ويليامز الثانوية. (الموسم الأول)[16]
- مايسترو هاريل بدور مات، حبيب أوفيليا. (الموسم الأول)[17]
- شون هاتوسي بدور العريف أندرو آدمز، رجل عسكري، يعمل مع القوات التي تكلف بحماية الحي الذي تسكن فيه ماديسون وترافيس. (الموسم الأول)[18]
- جايمي مكشاين بدور النقيب بيل مويرز، قائد في الحرس الوطني، وهو المسؤول عن حماية الحي الذي تسكن فيه ماديسون وترافيس. (الموسم الأول)
- ساندرين هولت بدور الدكتورة بيثاني ايكسنير، دكتورة متمرسة، تعمل في المركز الطبي الذي يسيطر عليه الجيش. (الموسم الأول)[19]
- بريندان ماير بدور جيك بويل، شاب مراهق، واحد الناجين من الطائرة المحطمة التي تصادفها المجموعة في البحر، يصاب إصابة خطرة أثناء تحطم الطائرة. (الموسم الثاني)
- أرتورو ديل بويرتو بدور لويس فلوريس، مساعد فيكتور ستراند وتوماس آبيغايل. (الموسم الثاني)[20]
- مارك كيلي بدور كونور، قائد مجموعة القراصنة التي تستولي على قارب فيكتور ستراند. (الموسم الثاني)
- مارلين فورتيه بدور سيليا فلوريس، والدة لويس. (الموسم الثاني)
- دوجراي سكوت بدور توماس آبيغايل، شريك فيكتور ستراند وصاحب المنزل الذي تتجه اليه المجموعة في الموسم الثاني. (الموسم الثاني)[21]
- دانييل زوفاتو بدور جاك. (الموسم الثاني)[22]
- جيسي مكارتني بدور ريد، أخا كونور وأحد أعضاء القراصنة. (الموسم الثاني)[23]
- فيرونيكا دياز بدور فيدا، امرأة حامل وإحدى أعضاء القراصنة. (الموسم الثاني)